# Златко Хасанбеговић
Златко Хасанбеговић (Загреб, 1973) хрватски је историчар и политичар. Био је министар културе у тринаестом сазиву Владе Републике Хрватске.

## Младост и образовање
Златко Хасанбеговић је рођен 14. јуна 1973. године у Загребу. Родитељи су му Бошњаци, Ибрахим из Градишке и Зумрета, дјевојачко Прохић, из Грачанице. Породица његове мајке преселила се из Грачанице у Загреб 1941. године. Његов дјед Сабрија Прохић је био богати индустријалац са имовином по цијелој Краљевини Југославији. Током Другог свјетског рата, породица Прохић је сакрила Јеврејку из Грачанице у својој кући у Загребу. Након рата, нова комунистичка власт их је оптужила за шверц девизама и ухапсила их. Сабрија је покушао побјећи у Аргентину, али је ухваћен и касније убијен као „класни непријатељ”, а цјелокупна имовина је конфискована.
Златко је завршио основну и средњу школу у Загребу, након чега уписује Филозофски факултет Свеучилишта у Загребу, гдје је дипломирао историју. Стекао је докторат на истом факултету из историје 2009. године под надзором Иве Голдштајна.

## Каријера
Хасанбеговић је радио као научни сарадник на Институту друштвених наука Иво Пилар. Био је уредник часописа Пилар, члан извршног одбора Меџлиса исламске заједница Загреба.
Предсједник је надзорног обора Почасног блајбуршког вода, организације која је главни организатор комеморације у Блајбургу и сарадник разних иницијатива за утврђивање жртава комунизма. Предмет његовог интересовања је однос савремене хрватског национализма, посебно Странка права и њених огранака, ислам у Хрватској и ислам у Босни и Херцеговини током 19. и 20. вијека. Хасанбеговић је истраживао муслиманску компоненту хрватске буржоарске класе до 1945. године и политичке и вјерско-етничке односе у Босни и Херцеговини од почетка аустроугарске владавине 1878. године до доласке комуниста на власт четрдесетих година 20. вијека.
Хасанбеговић је објавио преводе наколико есеја на хрватски језик: „Against Democracy and Equality: The European New Right” од Томислава Сунића, „The Holocaust Industry” од Нормана Финкелштајна, „Intellectual Terrorism” од Јура Вујића, „Communism and Nazism” од Алена де Бенуа и „Wahhabism” од Хамида Алгара.
У политику је ушао у младости као члан Хрватске чисте странке права. Хрватској демократској заједници се придружио 2015. године. У телевизијској емисије „Отворено” на Хрватској радио-телевизије 8. августа 2015. изјавио је да антифашизам није утемељен у уставу Републике Хрватске: „Домовински рат је једини у 20. стољећу у којој су Хрвати изашли као истински побједници и једини темељ на којем се треба градити Хрватска. Духови и злодуси прошлости изазиват ће стални расцјеп и бескрајне дебате. Антифашизам није темељ ове државе већ флоскула која нема утемељење у уставном тексту, не спомиње се нигдје ни једном ријечју у Уставу”.
Замјеник предсједника Хрватског сабора и професор уставног права Роберт Подолњак из владајућег Моста независног листа, као и многи други, изнио је мишљење да је антифашизам утемељен у хрватском уставу.
Хасанбеговић је рекао да су његове примједбе о антифашизму повезане са насљеђем југословенског тоталитаризма и титоизмом: „Сви они злорабе појам антифашизма, а сваки озбиљан повјесничар зна да он може бити флуидан јер му се могу приписивати многа различита значења. Антифашист је био и Стаљин и Тито и Пол Пот и амерички генерал Патон којег су спомињали саборски заступници који мене желе подучавати повијести. Не говоримо о апстрактном антифашизму него о југославенском тоталитарном наслијеђу. Хрватска модерна држава је настала као супротност југославенском комунизму. И све темељне хрватске уставне вредноте — демокрација, парламентаризам, независност, слобода и људска права — у савршеној су супротности с југославенским тоталитарним наслијеђем. Своје начелно стајалиште о титоизму износио сам јавно и не видим разлог да мијењам иједан зарез у својим изјавама јер сам све те изјаве давао под пуном материјалном и знанственом одговорношћу”.

### Министар културе
Златко Хасанбеговић је 22. јануара 2016. године постао министар културе у влади Тихомира Орешковића. Дио културних радника изразило је своје незадовољство углавном због његових коментара о антифашизму, као и због мањка искуства у културним дјелтностима. Грађанска иницијатива „Платформа 112”, која је окупљала 70 невладиних организација, одржала је протест изпред зграде Хрватског сабора на након гласања о новој влади, позивајући посланике да гласају против Орешковићеве владе због Хасанбеговића. Хрватско новинарско друштво издало је саопштење у коме се снажно противи Хасанбеговићевој кандидатиру на мјесто министра културе.
Цетар Симина Витентала са сједиштем у Израелу позвало је хрватску владу да опозове Хасанбеговића, рекавши да је заузео надмен став према хрватском отпору фашизму током Другог свјетског рата. Хрватски хелсиншки одбор и Иницијатива ЕУ 1481 Матице хрватске одбацили су оптужбе против Хасанбеговића као неосноване. Хасанбеговић је навео да протести против њега не подржавају све чињенице, али су засноване на селективном коришћењу његових различитих исказа.
Као један од његови првих потеза на мјесту министра, Хасанбеговић је објавио да нема потребе за наставком владиног финансирања непрофитних медија. Међународна и Европска федерација новинара удружиле су своје филијале у Хрватској, ХНД и Синдикат хрватских новинара у осуди ове одлуке, као и Хасанбеговићево распуштање Стручног одброа за непрофитне медије прије краја њеног мандата.
Према новом буџету за 2016. годину, Влада Хрватске је престала са финансирањем одређених културних пројеката и непрофитних медија, што је Хасанбеговић описао као „финансијски рекет”, додајући да новац пореских обвезника не треба да се користи на нетранспарентан начин ни за левичарске ни за десничарске медије.

У мају је потписао уговор о сарадњи са мађарским министром људских ресурска Золтаном Балогом. На 17. изборној конвенцији Хрватске демократске заједнице, Хасанбеговић је освојио највише гласова и изабран је у предсједништво ХДЗ.
Након што је Хрватски сабор изгласао неповјерење Орешковићевој влади, цио његов кабинет је поднио оставку, док се Сабор распустио што је довело до нових избора. На парламентарним изборима 2016, Хасанбеговић је изабран за саборског заступника као ХДЗ кандидат. Новоизабрани предсједник ХДЗ Андреј Пленковић формирао је нову владу, у којој је нови министар културе постала Нина Обуљен Коржинек, због чега је Златко Хасанбеговић изказао негодовање.

### ХОП контроверзе
Хасанбеговиће је 1996. године написао најмање два чланка у часопису „Независна Држава Хрватска”, у којима је величао усташе као хероје и мученике. Часопис је уређивао десничарски Хрватски ослободилачки покрет, а Хасанбеговић се описује као млади члан тог покрета. Коментаришући своје чланке из 1996. Хасанбеговић је двадесет године касније изјавио да су злочини усташа били „највећи морални пропуст” у хрватској историји и додаје: „користити селективно потпуно периферне изјаве извађене из контекста прије више од 20 година из мог младеначког раздобља представља најобичнију политичку манипулацију”. Такође је негирао да је икада био члан Хрватског ослободилачког покрета.
Почетком деведесетих година 20. вијека, Хасанбеговић је фотографисан у Сплиту са капом на глави на којој се наводно налази усташки знак. Фотографија је поново објављена 2016. године и њено појављивање у хрватским медијима изазвало је велику реакцију, упркос Хасанбеговићевом негирању да је носио усташку капу, тврдећи да је фотографија направљена 1993. године и да је изманипулисан. Он је признао да се налази на фотографији, али тврди да је носио црну капу која је била дио униформе Хрватских одбрамбених снага, паравојске Хрватске странке права (1991—1992). Припадници ХОС никада нису носили такве капе као дио своје униформе, али неки екстремни чланови (као командант сплитског батаљона Марко Скејо) посједовали су усташке капе.

## Дела
- Hasanbegović, Zlatko (2007). Muslimani u Zagrebu 1878-1945: Doba utemeljenja. Institut društvenih znanosti Ivo Pilar.
- Hasanbegović, Zlatko (2012). Jugoslavenska muslimanska organizacija 1929—1941: (u ratu i revoluciji 1941—1945.). Bošnjačka Nacionalna Zajednica.